# Tora Hwass
Tora Kristina Hwass, född 15 juli 1861 i Mo socken, Älvsborgs län, död 9 januari 1918 i Engelbrekts församling, Stockholm, var en svensk pianist och pianopedagog.

## Biografi
Tora Hwass föddes 15 juli 1861 i Mo socken, Älvsborgs län. Hon var dotter till kyrkoherden Anders Hwass och Eleonora Åberg. Familjen flyttade senast 1867 till Steneby socken där hennes far blev kyrkoherde i Steneby församling.
Hwass studerade musik för Jacob Axel Josephson i Uppsala.  Men hon var tvungen att avbryta studierna under några år på grund av sjukdom. Hwass studerade vid Musikkonservatoriet i Stockholm 1881–1886 och hade Hilda Thegerström i piano. Därefter försatte hon sina pianostudier i Paris för Ludwig Breitner och senare i Köpenhamn. Hon framträdde för första gång offentligt i februari 1891, då hon ackompanjerade sångaren Carl August Söderman på en matiné i Musikaliska akademien. Samma år medverkade hon på en soaré som Franz Nerudas anordnande, där hon medverkade i en pianokvartett av Saint-Saëns.
Hon gav sin första konsert i London i juni 1895, då hon förutom soliststycken framförde duetter med Charles Hallé. Efter det fortsatte hon årligen att ge konserter i London och spelad på de finaste salongerna i staden.
Hon höll konserter i England och Danmark 1895–1896. Hon höll även konserter i Sverige samt höll triosoaréer i Stockholm 1896–1901. Sistnämnda år blev hon professor i piano vid Musikkonservatoriet i Hampstead. Hwass avled 9 januari 1918 i Engelbrekts församling, Stockholm.

## Repertoar
Hwass repertoar bestod av musik skriven av Ludwig van Beethoven, Antonín Dvořák, Johannes Brahms, Robert Schumann, Pjotr Tjajkovskij med flera. Hon framförde konserter av Beethoven, Edvard Grieg med flera och sonater av Beethoven (framförallt de sista), Schumann, Frédéric Chopin, Franz Liszt med flera.

## Elever
Hwass arbetade under flera år som lärare och var bland annat lärare till hertiginnan Teresia av Sachsen-Altenburg.